# Taylor Twellman
Taylor Timothy Twellman (29 de Fevereiro de 1980, St. Louis, Missouri, EUA) é um ex-futebolista estadunidense. Atualmente é comentarista esportivo na ESPN.

## Biografia
Atua no New England Revolution. Foi escolhido o melhor jogador do Campeonato Americano (Major League Soccer) em 2005.
Twellman é um dos artilheiros da MLS Cup 2007 e nos playoffs marcou uma gol antológico de bicicleta na vitória sobre o Chicago Fire por 1x0. Com o New England Revolution conquistou seu primeiro título: a US Open Cup de 2007. Em 2008, conquistou a Superliga.
Taylor Twellman é o maior artilheiro da história do New England Revolution com 151 gols marcados até hoje.

### Seleção dos EUA
Com a Seleção dos EUA conquistou a Copa Ouro da CONCACAF em 2007. Sua melhor partida com a camisa norte-americana foi no dia 29 de janeiro de 2006, quando fez três gols contra a Noruega, em amistoso que os EUA venceram por 5x0. Twellman não foi convocado pelo técnico Bruce Arena para a seleção dos EUA que disputou a Copa do Mundo de 2006.

## Equipes
- 1860 Munich: 2000-2001
- New England Revolution: 2002 até 2014

## Títulos
Seleção dos EUA
- Copa Ouro da CONCACAF - 2007

 New England Revolution
- Superliga: 2008
- US Open Cup - 2007

## Artilharia
- MLS Cup: 2003 (15 gols), 2005 (17 gols)